# Clem Burke
Clem Burke, rodným jménem Clement Anthony Bozewski (24. listopadu 1954 Bayonne, New Jersey – 6. dubna 2025) byl americký hudebník a až do své smrti hrál na bicí se skupinou Blondie.
Během 80 a 90. let 20. století, kdy byla rozpuštěna skupina Blondie, hrál na bicí se skupinami The Romantics, Pete Townshend, Bob Dylan, Eurythmics, The Tourists, Dramarama, The Fleshtones, Iggy Pop, nebo Joan Jett.
Pod jménem Elvis Ramone odehrál dva koncerty s Ramones (28. srpna 1987 v Providence, Rhode Island, USA a 29. srpna 1987 v Trentonu, New Jersey, USA), poté co náhle odešel jejich bubeník Richie Ramone.
Zemřel 6. dubna 2025 na rakovinu.